# Tonalide
Tonalide è il nome commerciale di un muschio sintetico policiclico, caratterizzato da un distinto odore di pulito, dolce, muschiato e talcato. Commercializzato anche con i nomi Fixolide, Musk tetralin, Tentarome e Tetralide, è una fragranza ampiamente utilizzata per aggiungere tale profumazione a saponi, detergenti, cosmetici e profumi. In profumeria il tonalide è uno dei componenti di famosi profumi come Paris (Yves Saint Laurent, 1983), Obsession (Calvin Klein, 1985) e Fahrenheit (Dior, 1988). Il tonalide ha avuto un grande successo commerciale; nella categoria dei muschi policiclici il tonalide è superato solo dal galaxolide; nel 1997 ne furono prodotte rispettivamente 1500 e 3800 tonnellate.

## Proprietà
Il tonalide è praticamente insolubile in acqua. Questa proprietà lo rende molto utile nel campo dei detergenti da bucato, perché il composto si deposita sui tessuti durante il lavaggio e la sua profumazione rimane a lungo.
La molecola di tonalide è chirale, e il prodotto presente sul mercato è un racemo. I due enantiomeri sono stati preparati tramite sintesi stereoselettiva. È stato trovato che l'isomero (–)-(3S)-tonalide possiede un forte odore muschiato, mentre l'isomero (+)-(3R)-tonalide ha solo un leggero odore dolce aromatico.

(–)-(3S)-tonalide
(–)-(3S)-tonalide

## Sintesi
Il tonalide è stato sintetizzato per la prima volta nel 1954 nei laboratori della Polak's Frutal Works, ditta poi confluita nella International Flavors and Fragrances. La sintesi industriale è condotta a partire dal p-dimetilstirene oppure dal p-cimene, come schematizzato nella figura seguente.

Schema di sintesi del tonalide, a partire dal p-dimetilstirene (sopra) oppure dal p-cimene (sotto).

## Tossicità / Indicazioni di sicurezza
Il tonalide nel 2020 è stato incluso nel Community Rolling Action Plan (CoRAP) ai sensi del regolamento (CE) n. 1907/2006 (REACH). A tal scopo vengono rivalutati gli effetti della sostanza sulla salute umana e sull'ambiente e, se necessario, vengono avviate misure successive. Il composto è stato incluso in questo piano per preoccupazioni riguardanti il tonnellaggio prodotto e come possibile interferente endocrino. La rivalutazione è in corso dal 2020 ed è effettuata dalla Germania.